# Auenbach (Isar, Egling)
Der Auenbach ist ein etwa 1,3 km langer linker Seitenarm der Isar, der nahe bei Icking im Westnordwesten des Eglinger Gemeindegebiets im bayerischen Landkreis Bad Tölz-Wolfratshausen fließt. Er wurde Mitte der 2010er Jahre als ökologische Ausgleichsmaßnahme mit nur grob vorgegebenen Bachbett für eine erhöhte Ausleitung in den Mühltalkanal von der  Uniper Kraftwerke GmbH angelegt.
Der Auenbach verläuft im Auwald des Naturschutzgebiets Isarauen zwischen Schäftlarn und Bad Tölz. Er wird 150 m oberhalb des Ickinger Wehres, an dem der Mühltalkanal abzweigt, aus der Isar abgeleitet, passiert kurz darauf das Wehr im Westen und fließt etwa 900 m unterhalb des Wehres wieder in die Isar. Dabei wurden zwei Brücken, die LKW-Lasten tragen können, gebaut.